# سلوان الجابري
سلوان سنان چاسب الجابري هو لاعب كرة قدم عراقي-سويدي، يلعب بمركز وسط مهاجم.
لعب لصالح منتخب العراق تحت 23 سنة لكرة القدم سنة 2013.
وفي تموز 2022، انتقل للعب من نادي برسيلا لامونغان الإندونيسي إلى نادي الحدود العراقي.